# Angolanische Sportwagenserie
Die angolanische Sportwagenserie (portugiesisch Temporada Internacional de Angola, auch: Temporada Angolana) war eine Automobilsportserie, die 1973 und 1974 in den drei größten Städten Angolas abgehalten wurde. In jedem Jahr fanden drei Rennen statt. Die Serie wurde 1975, mit Beginn des angolanischen Bürgerkrieges, nicht mehr fortgesetzt.

## Geschichte
Bereits in den 1960er-Jahren hatte es in Angola vereinzelte Sportwagenrennen gegeben. Sie wurden vielfach auf provisorischen Strecken, teilweise aber auch auf kleinen Rundkursen wie dem Circuito da Praia Morena in Benguela durchgeführt. Die Idee einer aus mehreren zusammenhängenden Rennen bestehenden „Temporada Angolana“ (angolanischen Saison) entstand 1972; Initiator war der private Automobilclub Tuku Tuku. Die angolanischen Rennen waren als Teil einer international angelegten Sportwagenserie gedacht, die im Frühjahr in Portugal beginnen, im Sommer mit drei Rennen in Angola fortgesetzt und später in Südafrika beendet werden sollte. Hierfür wurden ab 1972 zwei neue Rennstrecken in angolanischen Städten errichtet. Verantwortlicher Organisator war der portugiesische Rennfahrer Antonio Peixinho.
Die Angolanische Sportwagenserie bestand nur zwei Jahre lang. 1973 und 1974 wurden im Rahmen der Serie jeweils drei Rennen in Angola durchgeführt; die geplante Einbettung in portugiesische und südafrikanische Motorsportveranstaltungen ließ sich allerdings nicht realisieren. Mit Ablauf des Jahres 1974 kamen die Motorsportaktivitäten in Angola zum Erliegen, das betraf auch die angolanische Sportwagenserie. Nachdem im Frühjahr 1974 Portugal als Folge der Nelkenrevolution angekündigt hatte, Angola kurzfristig in die Unabhängigkeit zu entlassen, zog sich der weit überwiegende Teil der europäischstämmigen Bevölkerungsgruppe, die bislang den Motorsport in Angola getragen hatte, innerhalb weniger Monate ins Mutterland zurück. Der Angolanische Bürgerkrieg, der 1975 ausbrach, lähmte das Land zusätzlich, sodass für die nächsten Jahrzehnte keine Motorsportveranstaltungen mehr stattfanden.

## Reglement

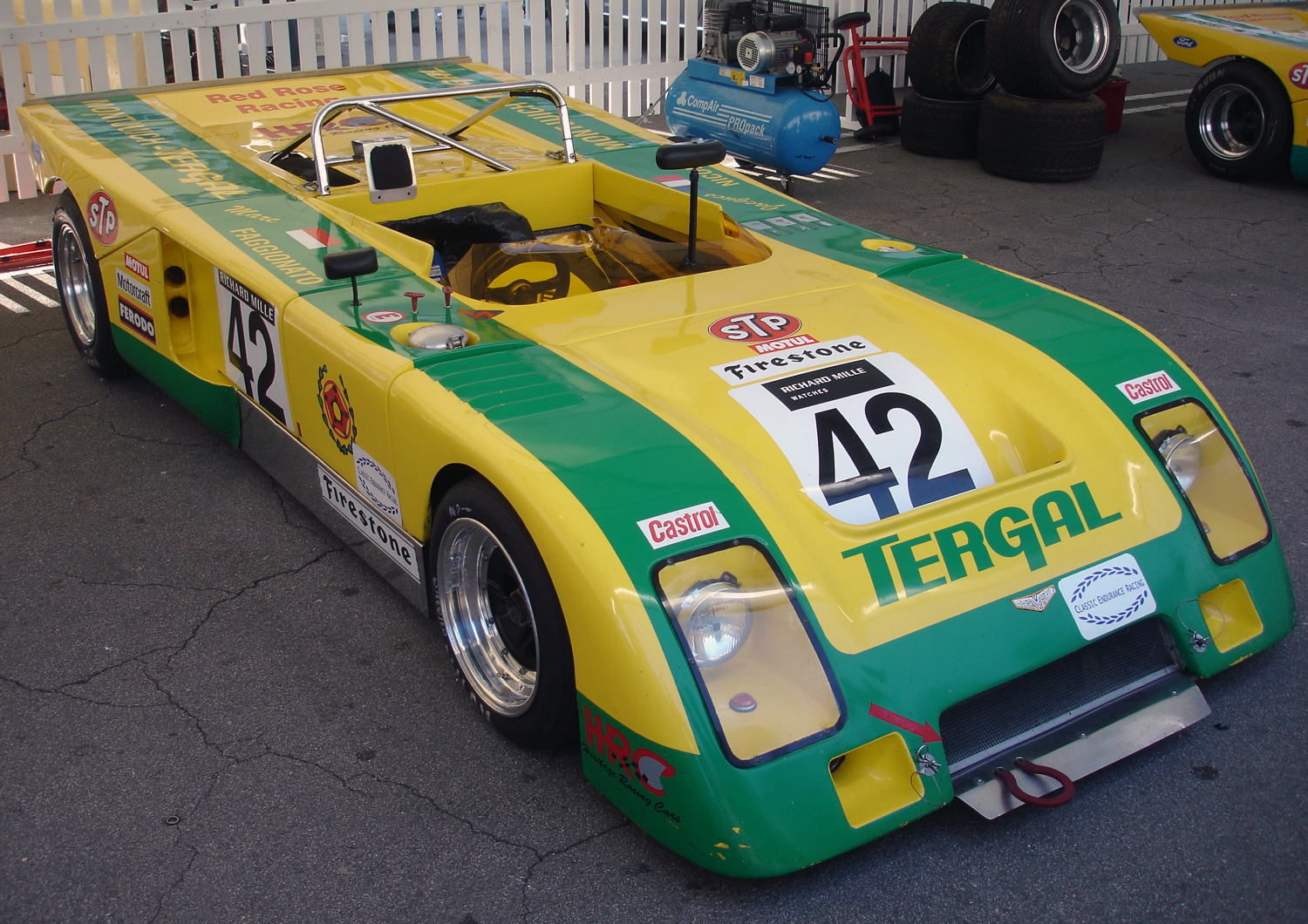
Siegerauto des ersten Rennens der Serie: Chevron B21

Die angolanische Sportwagenserie stand Fahrzeugen diverser Klassen offen. Neben Rennsportwagen der Gruppe 6 wie dem Chevron B23, March 74S, dem Lola T294 traten auch seriennahe Tourenwagen an. Zu den gemeldeten Fahrzeugen gehörten De Tomaso Pantera, mehrere Chevrolet Camaro und einige Opel Commodore.
Die Wettbewerber rekrutierten sich überwiegend aus britischen und portugiesischen Rennfahrern; daneben traten auch Piloten aus Südafrika an. Viele Piloten waren reine Privatfahrer; einige von ihnen meldeten sich unter Pseudonymen. Die internationalen Fahrer erhielten ein Antrittsgeld.

## Austragungsorte
Die Rennen der Sportwagenserie fanden in den drei größten Städten des Landes statt.
In den frühen 1970er-Jahren entstanden in Angola zwei neue Rennstrecken, die in das Programm der Sportwagenserie integriert wurden. Hierbei handelte es sich um das Autódromo de Luanda in der angolanischen Hauptstadt sowie um das Autodrom in der Küstenstadt Benguela, die im Abstand von einer Woche im Mai 1972 eröffnet wurden. Anders verhielt es sich in Huambo, der zweitgrößten Stadt Angolas, die in der Kolonialzeit den Namen Neu-Lissabon trug: Hier wurden die Rennen auf öffentlichen Straßen im Stadtgebiet gefahren.

## Veranstaltungen

### 1973
| Nr. | Datum           | Rennen                          | Ort          | Rennstrecke           | Sieger                                  | Fahrzeug    |
| --- | --------------- | ------------------------------- | ------------ | --------------------- | --------------------------------------- | ----------- |
| 01  | 29. Juli 1973   | 3 Horas de Luanda               | Luanda       | Autódromo de Luanda   | Roger Heavens Guy Tunmer                | Chevron B21 |
| 02  | 5. August 1973  | 6 Horas de Nova Lisboa 1973     | Neu-Lissabon |                       | Andrew Fletcher William Tuckett         | Chevron B21 |
| 03  | 19. August 1973 | 500-km-Rennen von Benguela 1973 | Benguela     | Autódromo de Benguela | Mário de Araújo Cabral Antonío Peixinho | Lola T292   |

### 1974
| Nr. | Datum           | Rennen                                 | Ort          | Rennstrecke           | Sieger                                  | Fahrzeug  |
| --- | --------------- | -------------------------------------- | ------------ | --------------------- | --------------------------------------- | --------- |
| 01  | 28. Juli 1974   | 6-Stunden-Rennen von Neu-Lissabon 1974 | Neu-Lissabon |                       | Mabílio de Albuquerque Antonio Peixinho | Lola T292 |
| 02  | 4. August 1974  | 500-km-Rennen von Benguela 1974        | Benguela     | Autódromo de Benguela | Tony Birchenhough Roger Heavens         | Lola T294 |
| 03  | 18. August 1974 | 2-Stunden-Rennen von Luanda 1974       | Luanda       | Autódromo de Luanda   | John Sabourin "Larama" (Manuel Amaral)  | March 74S |